# Западная Грузия
Западногрузинское царство (груз.: დასავლეთ საქართველოს სამეფო) — позднесредневековая де-факто независимая фрагментированная часть Грузинского царства, возникшая во время монгольских вторжений в Грузинское царство под правлением царя Давида VI Нарина в 1259 году, а затем во времена его наследников.
В этот период единое Грузинское Царство было сокращено до восточной части страны и передано под контроль монголов. В течение десятилетий монархия погрузилась в хаос и превратилась в федерацию автономных княжеств, непокорных центральной (царской) или региональной власти. В большинстве случаев царство вновь присоединялось к единому лоно восточных грузинских царей.
Тем не менее, в 1490 году единое грузинское государство де-юре рухнуло, и Западная Грузия обрела независимое будущее под названием Имеретинское царство, управляемое Имеретинским Царским Домом, которое просуществовало до 1810 года.

## Название царства
Вопрос о современном названии царства между 1259 и началом 1400-х годов остается без конкретного ответа, потому что с конца XV века Западная Грузия простиралась от современного города Сочи на севере до Трапезунда на юге и Лихского хребта на востоке. Хронология принятия этого названия для этого государства неясна, и вполне вероятно, что некоторые монархи до 1490 года раздробленности называли себя «царями Имеретии», однако это вполне может быть анахронизмом и что фактическое изменение титула произошло гораздо позже. Действительно, после обретения независимости в 1259 году царем Давидом VI Нарином, он продолжал именоваться как Давид VI, царь объединенной Грузии.
Современные историки, такие как бывший заведующий историческим факультетом Тбилисского государственного университета, профессор Нодар Асатиани, оправдывают название царства как Царство Западной Грузии до XV века, демонстрируя, что правители этого раздробленного государства считали себя законным родом грузинских царей (хотя и происходили по мужской линии от Сельджукидов, а не Багратионов), которые защищали грузинский народ во время мусульманских нашествий и ожесточенно боролись за единство. Французский историк Мари-Фелисите Броссе также связывает создание самобытного царства Имеретия под этим названием с первой коронацией царя Баграта (II) VI в 1463 году.

## История
С 1220-х годов Грузинскому царству приходилось бороться с многочисленными монгольскими нашествиями Чингисхана и его преемников, Ильханидов. В 1245 году молодой Давид VI был признан царем Грузии Монгольской империей, которая предложила такой же титул его двоюродному брату Давиду VII Улу в 1248 году, фактически разделив Грузинское царство между двумя двоюродными братьями. Они правили совместно по всей стране в течение почти десяти лет под монгольским контролем. Однако монгольские правители стали обложить жителей Кавказа высокими налогами, что привело к многочисленным народным восстаниям, особенно в Ширване.
В 1259 году Давид VI, получивший от властей Ильханидов прозвище Нарын (что в переводе с монгольского означает «младший»), восстал против своего сюзерена, хотя и не стал втягивать своего царствующего коллегу в восстание. Ильханат вскоре положил конец этому восстанию после нескольких коротких, кровопролитных сражений, в то время как Давиду VI удалось укрыться в Западной Грузии в тайном путешествии, которое пролегало ему через Армению. Прибыв в Кутаиси, один из крупнейших городов Западной Грузии, он объявил об отделении владений к западу от гор Лихи и был провозглашен местной знатью царем Западной Грузии.
Западная Грузия стала затем независимым царством, желавшим сохранить грузинскую культуру вне сферы влияния монгольского мира. Ильханат был занят военной кампанией в Сирии против некоторых государств крестоносцев и мамлюкского султаната и довольствовался увеличением налогов, взимаемых с Восточной Грузии, чтобы компенсировать разницу в доходах после потери значительной части налогов из некоторых из самых богатых провинций Грузии. Созданное Давидом VI царство включало в себя ряд могущественных эриставств, контролировавших несколько черноморских портов, в том числе эриставства Гурия, Мегрелия и Абхазия, в состав которых входили города Батуми и Поти. На севере царство контролировало эриставства Сванетия и Рача, тем самым контролируя Кавказские горы против империи Золотой Орды. Эта ситуация позволила новому правительству Кутаиси сохранить важные торговые пути с Западом, в частности, через генуэзских купцов, базирующихся в Абхазии и Трапезундской империи, что привело к широкомасштабной иммиграции грузинской знати и купцов из Восточной Грузии. Давиду VI даже удалось укрыться и разделить трон со своим двоюродным братом Давидом VII Улу, когда последний, в свою очередь, восстал против монгольского ига в 1261 году; это соглашение было недолговечным, и два правителя не смогли работать вместе для защиты Западной Грузии, что привело к возвращению Давида Улу в Тбилиси в 1262 году.
В то время как Восточная Грузия была вынуждена внести значительный вклад в военные кампании Ильханидов, правительство Кутаиси временно процветало. Эта ситуация позволила Давиду VI эффективно защитить себя от наемников монгольского мятежника Текудера, который нашел убежище в Западной Грузии в 1269 году после неудачного восстания против хана Абака. На протяжении 1270-х годов Западногрузинскому царству приходилось защищаться от многочисленных монгольских вторжений, которые были прекращены после того, как Давид VI согласился платить дань. Однако эти войны позволили центральному правительству упразднить мятежное эриставство Рача и присоединить его к царским территориям в 1278 году.
Доброе здравие Западной Грузии длилось недолго. К 1285 году царство потеряло контроль над Трапезундской империей, которая выровняла свою внешнюю политику с Византийской империей, несмотря на попытку вторжения с целью свержения императора Иоанна II. В 1289 году власти Ильханидов решили воссоединить Грузию для контроля над всем народом и назначили царем Восточной Грузии Вахтанга II, старшего сына и наследника Давида VI. После провала этого плана и смерти Вахтанга II в 1292 году Давид VI также умер, оставив трон своего царства Константину I в 1293 году. Западная Грузия вступила в гражданскую войну, когда Михаил, младший брат Константина I, поднял восстание и преуспел в господстве над восточными регионами царства, включая Аргвети, Рачу и Лечхуми. Несмотря на многочисленные попытки примирения со стороны кутаисских феодалов, два брата так и не примирились, и Михаил даже был коронован в оппозиции, прежде чем получить корону после смерти Константина в 1327 году.
Этот внутренний хаос позволил знати Западной Грузии захватить власть и отделиться от короны. Действительно, война позволила князьям Гурии, Мегрелии и Сванетии собрать свои собственные армии. В то время как король Михаил пытался воссоединить армию, он потерпел неудачу и был вынужден оставить свой трон своему единственному сыну после смерти в 1329 году, Баграту I.
Баграт по прозвищу Мцире (что означает «младший») оставался несовершеннолетним, когда пришел к власти, и отсутствие регента позволило ему посеять хаос среди знатных классов Западной Грузии. В 1330 году грузинский царь Георгий V Блистательный, который был в разгаре кампании по укреплению Грузии после изгнания монголов из своих владений, воспользовался беспорядками в Западной Грузии и вступил в союз с могущественными феодалами Черного моря, чтобы осадить Кутаиси, захватить Баграта I и аннексировать царство. Царство Западная Грузия прекратило свое существование после того, как было создано 71 годом ранее, в то время как Баграту было предоставлено княжество в Шорапани, пограничном регионе между Имеретией и Восточной Грузией. В 1372 году Александр, сын Баграта, унаследовал герцогство Шорапани и быстро стал одним из самых влиятельных дворян в регионе, статус, который он сохранял до трагических событий конца века. В 1386 году войска Тимура вторглись в Северную Грузию, опустошили страну, захватили Тбилиси в ноябре и вынудили царя Баграта V принять ислам, в то время как царский двор отправился в изгнание в Имерети. Тимур поручил Баграту V большую армию Тимуридов для подчинения обширных областей страны, в том числе герцогства Шорапани, но был вынужден снова вторгнуться в страну, когда грузинский царь предал своего сюзерена и вырезал армию.
Александр Шорапанский воспользовался хаосом в Восточной Грузии, чтобы провозгласить себя царем Западной Грузии и отделился в 1387 году, короновав себя Александром I в Гелатском монастыре. Это провозглашение вызвало широкие споры, и город Кутаиси остался в руках сторонников Баграта V, в то время как эриставства Мегрелия, Сванетия, Абхазия и Гурия отказались признать суверенитет нового монарха. Вспыхнула гражданская война, вынудившая Александра I силой взять крепости по всей Имерети, прежде чем умереть в 1389 году.
Георгий I унаследовал притязания своего брата и, в свою очередь, был коронован, продолжив гражданскую войну и завоевав несколько крепостей. В 1390 году ему удалось назначить своего протеже Арсена католикосом Абхазии, самым влиятельным религиозным деятелем в Западной Грузии, что положило начало религиозному расколу в грузинской православной общине между Востоком и Западом.
Однако этот успех оказался недолгим: в 1392 году Георг I был убит во время военной кампании по покорению герцога Мегрелии Вамека I Дадиани. Не имея назначенного преемника, корона Западной Грузии снова погрузилась в хаос, что позволило грузинскому царю Георгию VII объединиться с великими феодалами Запада и вторгнуться на мятежные территории. После короткого пятилетнего существования царство Западная Грузия было вновь аннексировано Грузинским царством, в то время как оставшиеся в живых члены повстанческой семьи нашли убежище в горах Кавказа. В течение четырех лет царство Западная Грузия возвращалось во владения короны Грузинского царства, что привело к широкомасштабной мобилизации Имерети в войнах Георгия VII против Тимура. Когда регион обезлюдел, цитадели потеряли свою военную оборону, а герцог Мегрелия погиб в 1396 году, Константин воспользовался ситуацией, чтобы организовать новое восстание против центрального правительства. Константин был младшим братом претендентов Александра I и Георгия I и был сослан в Аланию после завоевания в 1392 году.
Не оказав особого сопротивления, новый повстанец захватил множество крепостей и был коронован Константином II, но не смог объединиться с великими феодалами региона. Потребовав вассализации эриставов Сванетии, Мегрелии и Гурии, он вступил в войну против Мамии II Мегрелии, но погиб в битве при Чалиани в 1401 году. Его племянник, Димитрий, стал наследником повстанческой короны, но его юный возраст не позволил ему защитить себя от Георгия VII Грузинского, который воспользовался временным перемирием с Тимуром, чтобы вторгнуться в Западную Грузию и в очередной раз положить конец сепаратистскому царству.
Стремясь объединить восточную и западную ветви царской династии Багратиони, в 1415 году грузинский король Александр I женился на сестре Димитрия, в то время как Деметрию были предложены большие поместья в Западной Грузии, которые стали княжеством Самокалако. Димитрий, который до этого служил наследным принцем западных повстанцев, стал близким союзником восточной Грузии и выдал свою дочь замуж за грузинского царя Димитрия, который правил вместе со своим отцом и братьями с 1433 по 1446 год. Когда началась гражданская война между Георгом VIII и Деметрием, последний использовал региональную власть своего тестя, чтобы взять под контроль западную Грузию, не отделяясь от Тбилиси, прежде чем умереть в 1453 году.

## Гражданская война
В 1455 году Баграт, внук по материнской линии эристава Димитрия Имеретинского, унаследовал герцогство и стал верным вассалом грузинской короны. Однако в начале 1460-х годов он вступил в союз с грузинским князем Кваркваре II из Самцхе, который продолжил свою династическую борьбу против центрального грузинского правительства, и султаном Ак-Коюнлу Узун Хасаном против Грузинского царства. Крупное противостояние произошло в августе 1463 года в битве при Чихори, в ходе которой войска, верные королю Грузии Георгию VIII, были разбиты самцхе-Саатабаго и Багратом. Баграт воспользовался своей победой, чтобы захватить Кутаиси и был коронован царем Западной Грузии, воссоздав царство в четвертый раз.
В обмен на их политическую поддержку царь Баграт признал правителей Мингрелии, Абхазии, Сванетии и Гурии владетельными князьями, повысив их статус в грузинском политическом классе. Благодаря этому союзу новый царь создал большую армию, которая вторглась в восточную провинцию Картли и захватила Тбилиси в 1465 году, используя свою новую территорию, Католикос Грузии снова короновал себя, на этот раз как Царь Объединенной Грузии под именем Баграта VI, в обмен на определенные взятки. Ситуация превратилась в хаос, когда предшественник Баграта Георгий VIII сумел бежать из своей тюрьмы в Кутаиси и взял под свой контроль восточный регион Кахетия, провозгласив независимость провинции, в то время как Константин, сводный брат Баграта, восстал и захватил северную Грузию. Этот триумвират грузинских царей стал причиной гражданской войны, которая продолжалась до конца века.
Подобие мира было установлено в 1468 году, когда Баграт VI достиг соглашения с Константином в Картли. Но этот мир привел лишь к более серьезному разделению: с начала 1470-х годов царь признал Константина своим преемником в Картли, а своего старшего сына Александра назначил наследным принцем Имеретии. Баграт также разрушил религиозное единство, назначив нового патриарха для Западной Грузии, разделив Католикосат Грузии, что немедленно признал Антиохийский патриархат.
В 1470-х годах Имеретия пережила многочисленные нашествия туркоманов, но туркоманы решили опустошить Картли еще больше, несколько раз разграбив Тбилиси. На фоне этого внутреннего хаоса и внешней изоляции Баграт VI умер в 1478 году, оставив свой западный трон сыну, который стал Александром II. Однако Александру II не удалось добиться признания в качестве законного правителя Западной Грузии, и ему пришлось бороться с объединительными амбициями своего дяди, картлийского царя Константина II. Последний вторгся в Имеретию и захватил Кутаиси, вынудив Александра укрыться в горах Лечхуми.
В 1483 году Александр II воспользовался войной между Константином и княжеством Самцхе, чтобы вернуть себе Имеретию. Именно тогда он был коронован еще раз, в Гелатском монастыре, начав новый царский календарь и отказавшись от всех претензий на единую корону Грузии. Таким образом, Александр стал первым царем Имеретии, царства, которое заняло место Западной Грузии и было окончательно признано Константином в 1490 году.

## Внешняя политика
Несмотря на давнюю вражду между мусульманскими государствами Ближнего Востока и Грузией, Давид VI Нарин поддерживал отношения с некоторыми из своих анатолийских соседей, в частности, для того, чтобы заключить союзы против Ильханата. Таким образом, Западная Грузия вступила в союз с Румским султанатом, одним из последних сельджукских государств в XIII веке. Царь Давид, сам сын сельджукского принца, предложил свою сестру замуж за султана Кайхусрава II, а затем за регента Му'ин ад-Дина Парвану после смерти последнего. Однако конец султаната в 1307 году и последовавший за ним хаос в сельджукских княжествах помешали тесному сотрудничеству между двумя странами.
В 1264 году Западная Грузия отправила посольство к мамлюкскому султану Египта Бейбарсу, который посвятил свое правление борьбе с монголами. В 1268 году в Каир было отправлено второе посольство, но о результатах работы этих посольств до сих пор ничего не известно.
Когда было основано Королевство Западная Грузия, Византийская империя выходила из полувекового хаоса, последовавшего за завоеванием Константинополя войсками крестоносцев в 1204 году. Однако, восстановив православную власть на территориях Ближнего Востока, Византийская империя попыталась найти союзника в лице грузин. Когда Давид VI пришел к власти, он женился на византийской принцессе, потомке дома Палеологов.
Но на этом дружеские отношения между двумя государствами закончились. После смерти Давида VI между Западной Грузией и Византийской империей не было заключено брачного союза, в то время как князья Восточной Грузии продолжали заключать союзы с Византией. Именно к империи Трапезунда обратилась западная Грузия. В 1280-х годах император Иоанн II воспользовался разделом Грузии, чтобы выйти из-под сюзеренитета своего северного соседа и стремиться к прямому союзу с Византийской империей, которую он посетил в 1282 году.
Чтобы восстановить свое господство, Давид VI вторгся в империю в апреле 1282 года и захватил многие провинции, прежде чем осадить саму столицу. Грузинские войска потерпели поражение, но грузинам удалось аннексировать восточную часть империи. В 1284 году Западная Грузия финансировала и поддерживала государственный переворот, совершенный некой Феодорой, дочерью Мануила I Трапезундского и возможной племянницей Давида VI. Она стала императрицей на несколько месяцев, прежде чем проиграть гражданскую войну и отправиться в ссылку в Грузию. По словам историка Михаэля Куршанкиса, переворот был организован с целью установления прогрузинского, антимонгольского правительства, движения, поддерживаемого определенной частью местной знати. Отношения между двумя государствами вскоре после этого прекратились, и Трапезунд продолжал заключать союзы с Восточно-Грузинским царством.

## Религия
Грузия является православным государством с 4-го века, а со времени правления Давида IV (1089–1125) Католикосат Грузии играет важную роль в политическом развитии царства. Понимая негативную связь между признанием его в качестве западного правителя и единством Грузинской православной церкви, Давид VI сумел около 1290 года создать Католический Абхазский собор с основами в монастыре Гелати со своим патриархом. Некоторые имена западных патриархов сохранились, например, Николай во время первого провозглашения королевства, а также Арсений и Даниил во время восстановления независимости Запада в 1390-х годах.
В 1460-х годах Баграту II удалось убедить патриарха Антиохийского Михаила IV составить специальную декларацию, признающую уникальную идентичность и происхождение христианства в Западной Грузии. Этот документ лег в правовую основу для воссоздания Католикосата Абхазии, который затем был признан во всем православном мире.
Постоянные войны, терзавшие Западную Грузию, помешали строительству многих новых церквей. Тем не менее, некоторые учреждения были основаны, в частности, в автономных княжествах страны. Таким образом, монастырь Шемокмеди был создан между концом 13 и началом 14 века князьями Гурии; Церковь Лихни и Бедийский собор были восстановлены грузинской знатью Абхазии в XIII и XIV веках. Вполне возможно, что кафедральный собор Схалта в Аджарии датируется временами Давида VI.
Царь Константин I построил монастырь Атчи в Гурии. Он также приступил к осуществлению программы религиозного возрождения и преуспел в восстановлении контроля своего королевства над монастырем Креста Креста, грузинским учреждением в Иерусалиме, превращенным в мечеть мусульманскими оккупантами региона, в то время как он, вероятно, стоял у истоков строительства церкви Иеначи в Сванетии. Во время его правления Константин Великий, бывший римский император, канонизированный и почитаемый православными церквями, стал покровителем Западной Грузии.
Грузинская литература пришла в упадок после Золотого века Грузии в начале 13 века. Несмотря на это, византийская культура в значительной степени повлияла на религиозные писания независимой Западной Грузии, что широко признано в Моквейском Евангелии, средневековой транскрипции, сделанной в Моквиском соборе грузинскими монахами, пишущими на нусхури (средневековый грузинский алфавит, используемый в религиозном контексте) и обучавшимися в Византии. В XIV веке мегрельские власти отправили посольство в Константинополь, чтобы привезти греческих художников для перекраски Цаленджихского собора.